# Franziskanerkirche (Vilnius)
Die Franziskanerkirche ist eine ursprünglich gotische, heute barocke römisch-katholische Kirche in Vilnius. Sie gehörte dem Franziskanerorden und ist dem Patronat der Jungfrau Maria unterstellt.

## Geschichte
Die Franziskaner kamen vor 1322 nach Vilnius, als Litauen noch nicht christianisiert war. Andrzej Jastrzębiec, Franziskaner aus Krakau, vollzog 1388 die „Taufe Litauens“ und wurde erster Bischof von Vilnius. Die Kirche wurde ursprünglich im 14. Jahrhundert erbaut und im 18. Jahrhundert barockisiert. 1421 wurde sie geweiht. 1533 wurde die Kirche bei einem Stadtbrand beschädigt. 1737 und 1748 brannte die Kirche erneut. Sie wurde bis 1780 im barocken Stil wieder aufgebaut.

## Quelle
- Bartłomiej Kaczorowski: Zabytki starego Wilna. Warszawa: Oficyna Wydawnicza, 1991. ISBN 83-85083-08-1